# John Hoeven
John Henry Hoeven III (født 13. marts 1957) er en amerikansk politiker for det republikanske parti. Han var den 31. guvernør i delstaten North Dakota i perioden 2000 til 2010, hvor han blev afløst af partifællen Jack Dalrymple.